# Cerami

Ubicació de Cerami dins de la província

Cerami  (sicilià Cirami) és un municipi italià, dins de la província d'Enna. L'any 2008 tenia 2.258 habitants. Limita amb els municipis de Capizzi (ME), Cesarò (ME), Gagliano Castelferrato, Mistretta (ME), Nicosia i Troina.

## Administració
| Període | Identitat         | Partit        |
| ------- | ----------------- | ------------- |
| 2008-   | Michele Pitronaci | Llista cívica |

## Galeria d'imatges

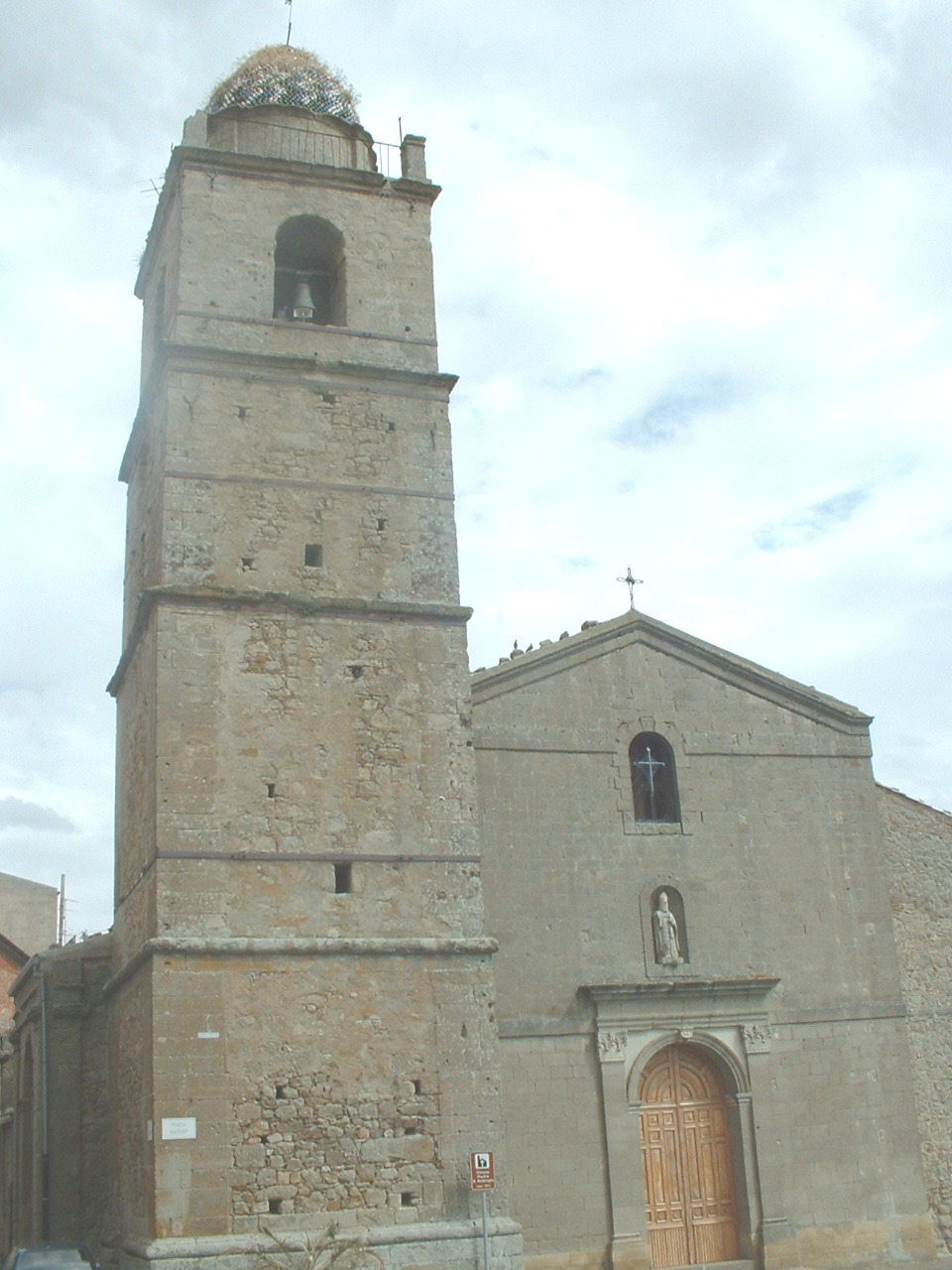
Església mare.
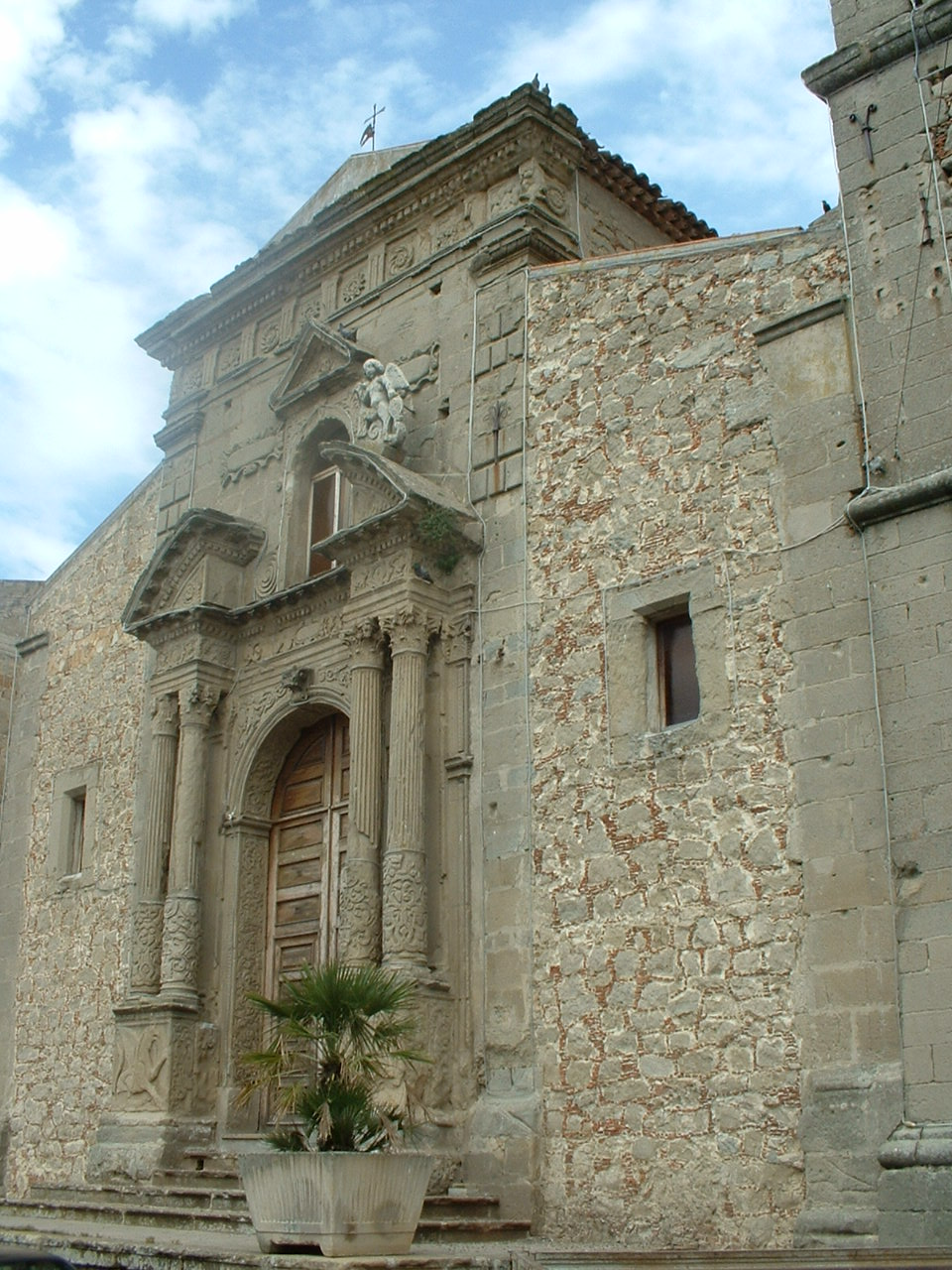
Església de Sant'Antonio Abate.
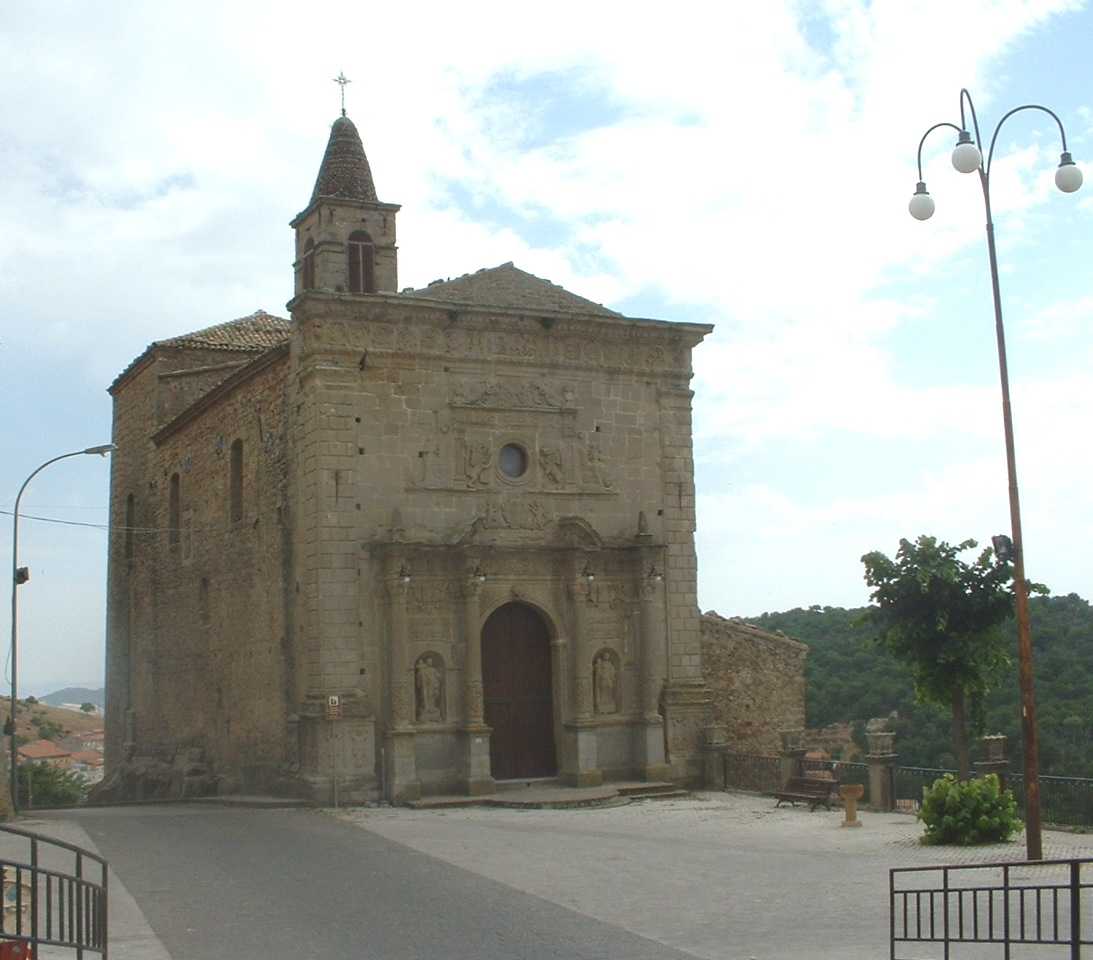
Església de San Sebastiano.